# NGC 14
NGC 14 é uma galáxia irregular localizada na direcção da constelação de Pegasus. Possui uma declinação de +15° 48' 57" e uma ascensão recta de 0 horas, 08 minutos e 46,3 segundos.
A galáxia NGC 14 foi descoberta em 18 de Setembro de 1786 por William Herschel.